# 丁雲潭
丁雲潭（？—？），贵州开州人，清朝政治人物。举人出身。
道光三十年九月，擔任清朝廣東省潮州府豐順縣知縣。后由李振傑接任。